# اعظم جنگروی
اعظم جنگروی (زادهٔ ۹ خرداد ۱۳۶۲، در تهران) یک تحلیل‌گر امنیت اطلاعات و مدافع حقوق بشر ایرانی است که در تورنتو، کانادا زندگی می‌کند. او به‌خاطر شرکت در تظاهرات علیه حجاب اجباری و به‌عنوان یکی از دختران انقلاب شناخته شده‌است. او در خیابان انقلاب با برداشتن روسری خود بر فراز یک ترانسفورماتور برق، علیه حجاب اجباری اعتراض کرد.

## اوایل زندگی و حرفه در ایران
اعظم ۱۹ خرداد ۱۳۶۲ در تهران زاده‌شد. او پنجمین فرزند مصطفی جنگروی و مهری است. وی کودکی‌اش را در شمال شرق تهران سپری کرد. در بزرگ‌سالی با خانواده به شمال تهران نقل مکان کردند. ازآنجاکه خانواده‌اش سنتی بودند، او با اجبار مادرش، در ۲۲ سالگی با سعید، که مذهبی و سنتی بود و خانواد‌ه‌اش، همه جا اعظم را مجبور به حجاب می‌کرد، ازدواج کرد.
اعظم از دانشگاه تهران، مدرک کارشناسی‌ و از دانشگاه ایوان کی در رشته هوش مصنوعی و رباتیک، مدرککارشناسی ارشد گرفت.
او ۱۳۸۹ دخترش، ویانا، را به دنیا آورد. اعظم با شوهرش به تفاهم نرسید و پس از کشمکش‌ طولانی، تصمیم به طلاق گرفت. اما ازآنجاکه قوانین و مقررات جمهوری اسلامی ایران خلاف حقوق زنان است، ۴ سال طول کشید تا طلاق بگیرد.

## فعالیت
ویدا موحد صبح ششم دی ۱۳۹۶ (۲۷ دسامبر ۲۰۱۷) در تقاطع خیابان انقلاب و وصال شیرازی، در اعتراض به حجاب اجباری، روی سکویی رفته و روسری سفیدش را  به آرامی تکان می‌داد، که پلیس بلافاصله او را دست‌گیر کرد. او اولین دختر خیابان انقلاب نامیده‌شد. پس از ویدا، چند زن دیگر، از جمله اعظم جنگروی، این کار او را چند جای تهران تکرار کردند. اعظم روی پست برق رفت و روسری خود را مانند ویدا، بالای سر خود تکان داد. پس از دست‌گیری اعظم از سوی پلیس، او را به سلول انفرادی انداختند و همان‌جا سه‌چهار روز رهایش کردند. او سپس موقت و با وثیقه آزاد شد. اعظم، در مصاحبه‌ای گفت که به اتهام «ترویج فحشا و نقض عمدی شریعت اسلامی» به سه سال زندان محکوم شده‌است. او هم‌چنین تهدید شده‌بود که سرپرستی فرزندش را به شوهر سابقش می‌دهند یا فرزندش را به بهزیستی می‌سپارند.   به دنبال آن، او از ایران به ترکیه گریخت و سپس به کانادا رفت.